# Sagan om världens mest hypade band
Sagan om världens mest hypade band är en punkmusikal skriven och producerad av Per Granberg sångare och gitarrist (började som basist) i punkbandet Charta 77
Det var under 1999 som Granberg fick idén att skriva en punkmusikal, han skrev historien och texterna som spelades av hans band Charta 77. Efter ett halvårs spelande och mixande i studion var det klart och punkmusikalen släpptes på cd i februari 2000.
Musikalen handlar om det fiktiva bandet "Världens Mest Hypade Band" hela vägen från bildandet utanför replokalen genom motgångar, framgångar, medlemsbyten, splittring, solokarriärer och till sist sångarens tragiska död.
Granberg och resten av bandet funderade ett tag på att filmatisera historien men kom istället ut som radioteater i P3:s program Frispel den 10/9-2000 mellan klockan 20.03 och 23.00 detta gjorde att planerna på filmatisering lades på is.

## Låtlista
1. Arga Barn
2. Sagan om världens mest hypade band del 1
3. Spelar ingen roll
4. Sagan om världens mest hypade band del 2
5. Skyll inte på regnet
6. Är vi fel?
7. Månadens smak
8. Sagan om världens mest hypade band del 3
9. Två utav tre
10. Så pratar dom väder
11. Det går fort när sländor dör
12. Jag är gud
13. Sagan om världens mest hypade band del 4
14. Dit solen aldrig når
15. Han var ju gud
16. Tre utav fem - Ung och död